# شريان تحت ترقوة شاذ
شريان تحت ترقوة شاذ أو متلازمة شريان تحت الترقوة الشاذ هي شذوذ تشريحي نادر لشريان تحت الترقوة. يعابر هذا الشذوذ هو أكثر أنواع شذوذ الأوعية الدموية الناشئة من قوس الشريان الأبهر.

## العرض

تصوير الأوعية الدموية لشريان تحت ترقوة شاذ

عادةً ما ينشأ الشريان الشاذ بعيدًا عن شريان تحت الترقوة الأيسر ويعبر الجزء الخلفي من المنصف عادةً وراء المريء في طريقه إلى الطرف العلوي الأيمن. يتسبب هذا المسار الشاذ بطبيعة الحال بخلق حلقة من الأوعية الدموية حول القصبة الهوائية والمريء. ويسمى عسر البلع الناتج عن هذا الشريان الشاذ باسم عسر البلع العجيب. يسمى شلل العصب الحنجري الراجع الناتج عن هذا الشريان الشاذ باسم متلازمة أورتنر .
غالبًا ما ينشأ شريان تحت الترقوة الأيمن الشاذ من شريحة متوسعة من الجزء الداني للشريان الأورطي النازل، وهو ما يسمى برتج كومريل (الذي سُمي تيمنًا باسم أخصائي الأشعة الألماني، بوركهارد فريدريش كومريل (1901-1990)، والذي اكتشفه في عام 1936). ويمكن استخدام اسم الشريان اللوسوري كاسم بديل لهذا الشريان الشاذ.

## العلاج
تستخدم الجراحة لعلاج مثل هذه الحالات.

## صور

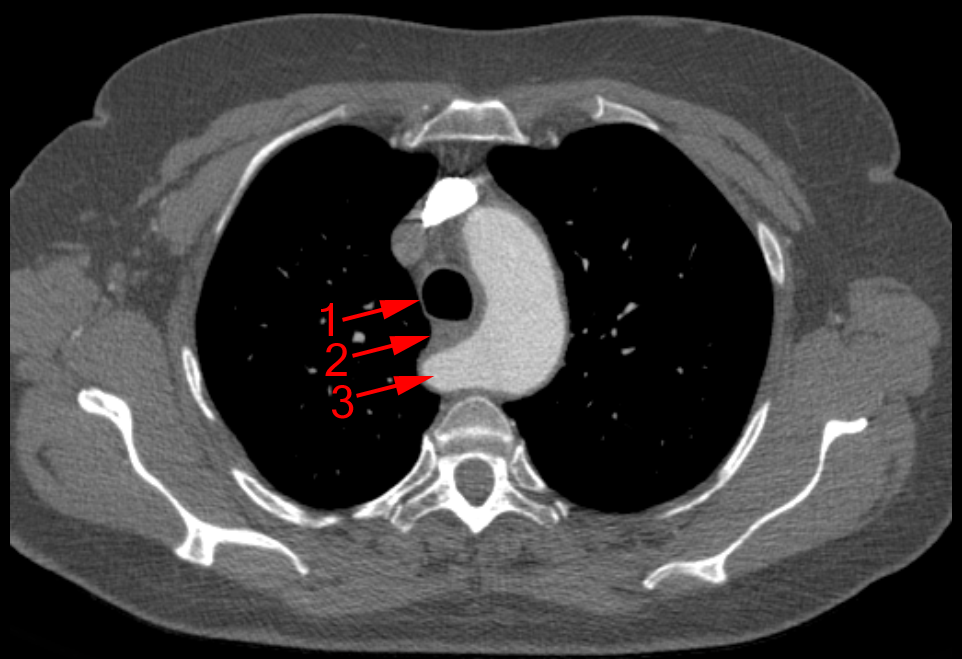
شريان تحت ترقوة شاذ كما يظهر في التصوير المقطعي المحوسب. (1) القصبة الهوائية، (2) المريء، (3) شريان تحت ترقوة شاذ
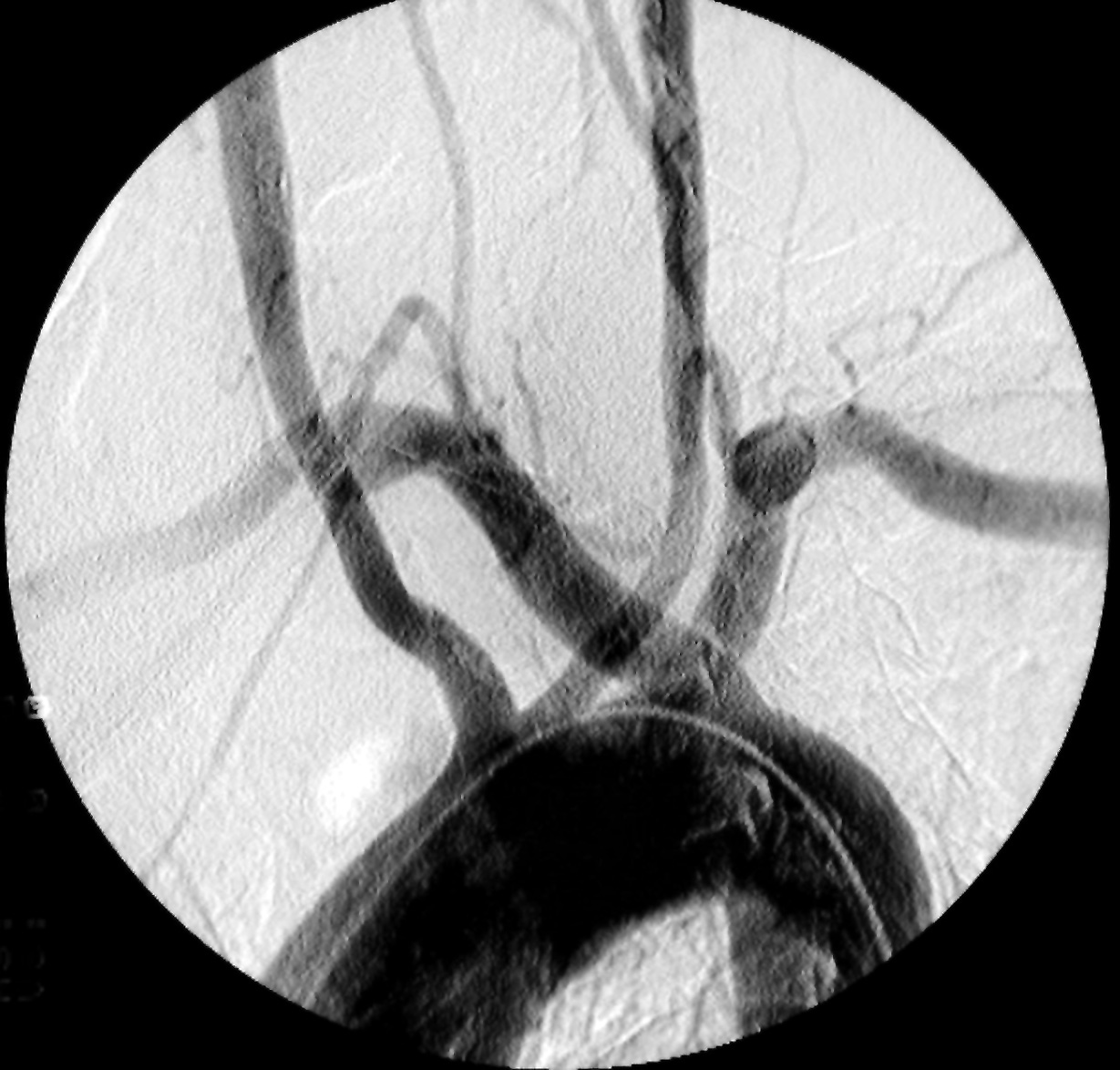
شريان تحت ترقوة شاذ بتصوير الأوعية.
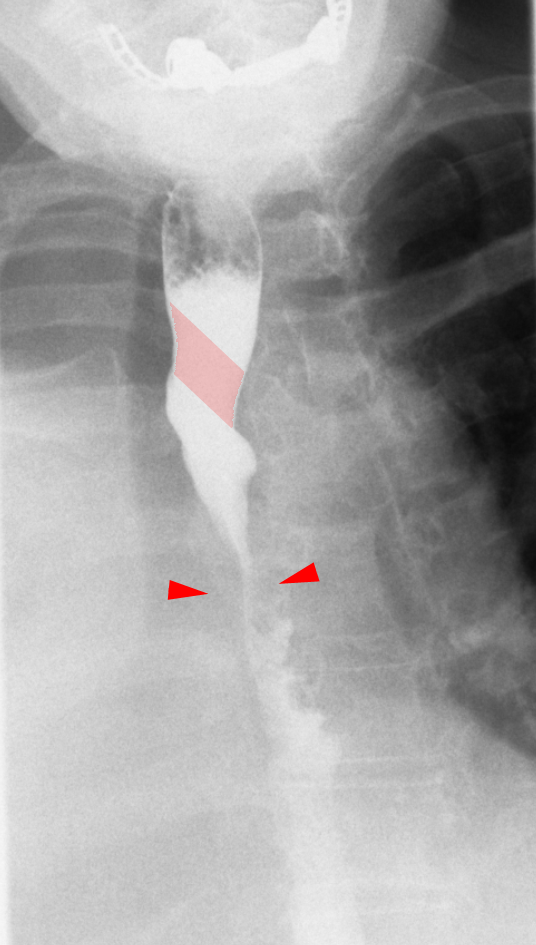
علامات شبه شريطية تظهر على المريء نتيجة شريان تحت ترقوة شاذ. تشير الأسهم (بالأسفل) إلى ورم مريئي يسبب مشاكل بالبلع.
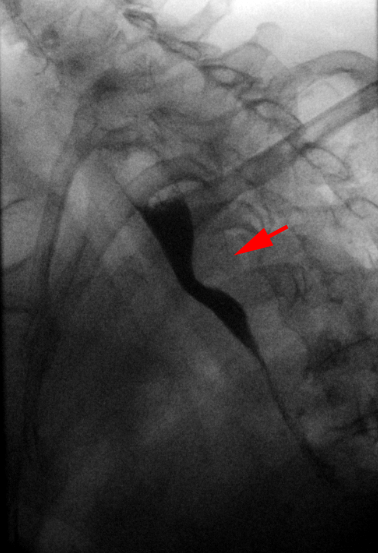
شريان تحت ترقوة شاذ يظهر بالتصوير أثنا البلع.